# Chronica regia Coloniensis

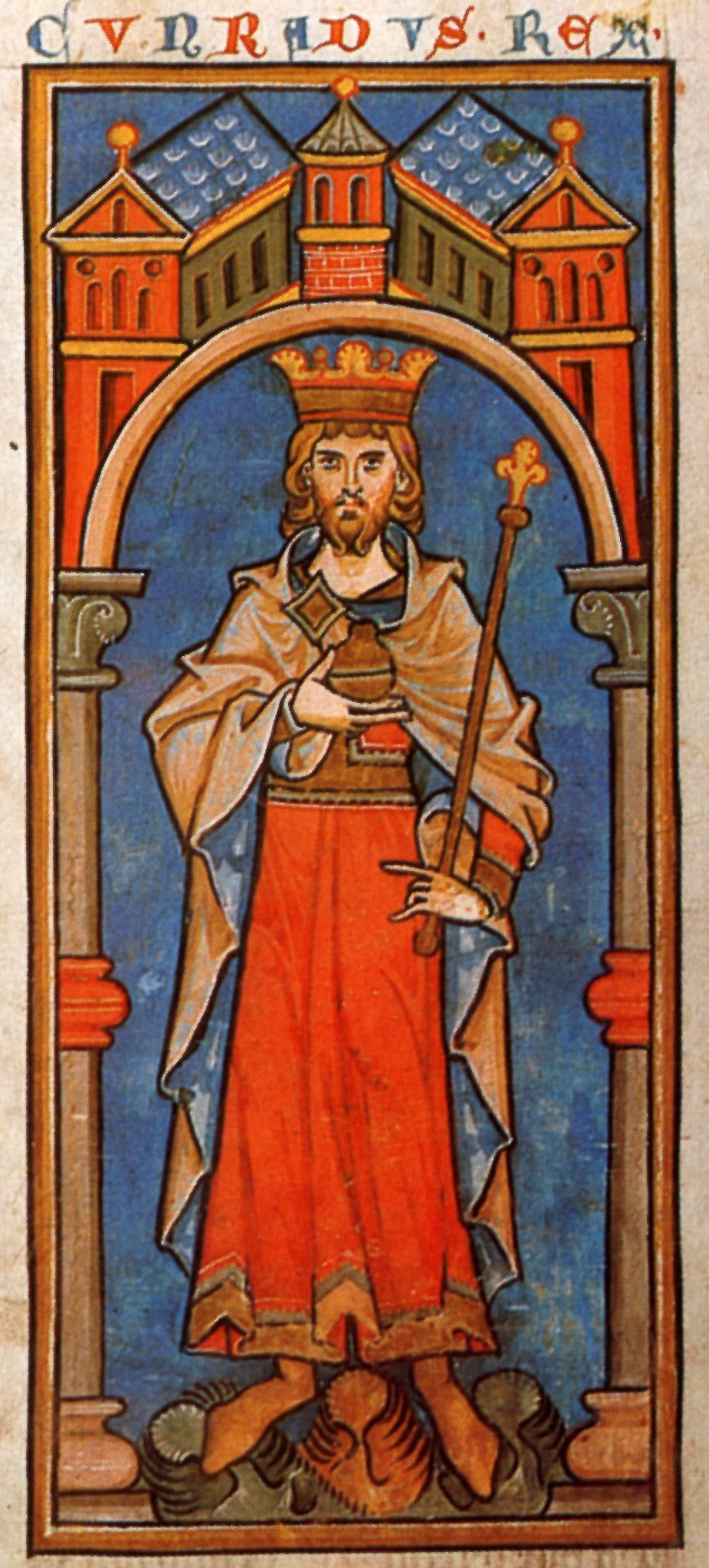
Roi Conrad III de Souabe. Miniature de la Chronique royale de Cologne, Bruxelles, Bibliothèque royale de Belgique, Ms. 467, fol. 64v.

La Chronica regia Coloniensis, littéralement la Chronique royale de Cologne (en allemand : Kölner Königschronik) est une chronique écrite aux XIIe et XIIIe siècles.

## Description
Elle fut conçue comme une histoire du Saint-Empire romain germanique, mais contient également de nombreuses informations d'importance historique régionale, notamment dans la région du principauté de Cologne.
Le texte a été édité, à partir de la traduction de plusieurs manuscrits transmis, en 1861 par Karl Pertz (1828-1881) dans le Monumenta Germaniae Historica (MGH, SS rer Germ, 18).
Karl Platner l'a traduit du texte original en allemand. Wilhelm Wattenbach en a fait une deuxième édition, révisée et élargie, en 1896.
On a longtemps cru, comme on peut le lire dans le Verfasserlexikon et le Lexikon des Mittelalters (en), que l'auteur de la version originale était un chanoine de la cathédrale de Cologne. Manfred Groten a localisé l'origine de la Chronique dans son essai de 1997 à l'Abbaye de Michaelsberg, ce à quoi Carl August Lückerath a toutefois répliqué.